# Every Kinda People
"Every Kinda People" is een nummer van de Engelse zanger Robert Palmer. Het nummer verscheen op zijn album Double Fun uit 1978. Op 10 maart van dat jaar werd het nummer uitgebracht als de eerste single van het album.

## Achtergrond
"Every Kinda People" is geschreven door voormalig Free-basgitarist Andy Fraser en is geproduceerd door Palmer en Tom Moulton. Het nummer is kenmerkend door de Caribische steeldrums en de violen die gebruikt worden. Het is afkomstig van Double Fun, het vierde album van de zanger, en was zijn eerste single die in de Verenigde Staten de top 40 behaalde met een zestiende plaats als hoogste notering. Ook in andere landen werd het een hit: in Frankrijk kwam het tot de zesde plaats, in Canada werd de twaalfde plaats behaald en in het Verenigd Koninkrijk kwam het tot positie 53. In Nederland werd de Top 40 niet behaald en bleef het steken op de zestiende plaats in de Tipparade, terwijl in Vlaanderen helemaal geen hitlijsten werden bereikt.
In 1992 bracht Palmer een remix van "Every Kinda People" uit op zijn verzamelalbum Addictions: Volume 2, waarop de elektrische gitaar is vervangen door een akoestische gitaar. Deze versie bereikte respectievelijk de plaatsen 26 en 43 in het Verenigd Koninkrijk en Canada. Het nummer werd gecoverd door diverse artiesten, waaronder Joe Cocker, Randy Crawford, Chaka Demus & Pliers, Amy Grant, The Mint Juleps, Jo O'Meara en Ana Popovic. De versie van Chaka Demus & Pliers kwam in Nederland tot plaats 34 in de Top 40, terwijl het in Nieuw-Zeeland en het Verenigd Koninkrijk respectievelijk tot plaats 15 en 47 kwam.

## Hitnoteringen

### Robert Palmer

#### NPO Radio 2 Top 2000
| Nummer met noteringen in de NPO Radio 2 Top 2000 | '03  | '04  | '05  | '06  | '07  | '08  | '09  | '10  | '11  | '12  | '13  | '14  | '15 | '16  | '17  |
| ------------------------------------------------ | ---- | ---- | ---- | ---- | ---- | ---- | ---- | ---- | ---- | ---- | ---- | ---- | --- | ---- | ---- |
| Every Kinda People                               | 1441 | 1433 | 1935 | 1789 | 1729 | 1741 | 1696 | 1424 | 1642 | 1649 | 1688 | 1366 | -   | 1950 | 1780 |

1. ↑  Een '-' betekent dat het nummer niet was genoteerd en een vetgedrukt getal geeft de hoogste notering aan.
2. ↑  2003 was het eerste jaar met een notering voor dit nummer.
3. ↑  Deze tabel is bijgewerkt tot en met de laatste editie (2024).

### Chaka Demus & Pliers

#### Nederlandse Top 40
| Positie | 38 | 34 | 40 | uit |